# Werner Lohrer
Werner Lohrer, född 4 mars 1917 i Arosa, död 1991 i Arosa, var en schweizisk ishockeyspelare.
Lohrer blev olympisk bronsmedaljör i ishockey vid vinterspelen 1948 i Sankt Moritz.